# Connecticut Western Reserve

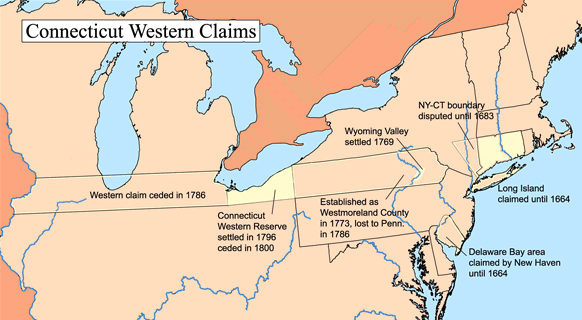
Revendications territoriales du Connecticut.

La Connecticut Western Reserve (Réserve occidentale du Connecticut) est une terre du Territoire du Nord-Ouest qui fut revendiquée par l'État du Connecticut et qui se trouve actuellement dans le nord-est de l'État de l'Ohio.

## Histoire

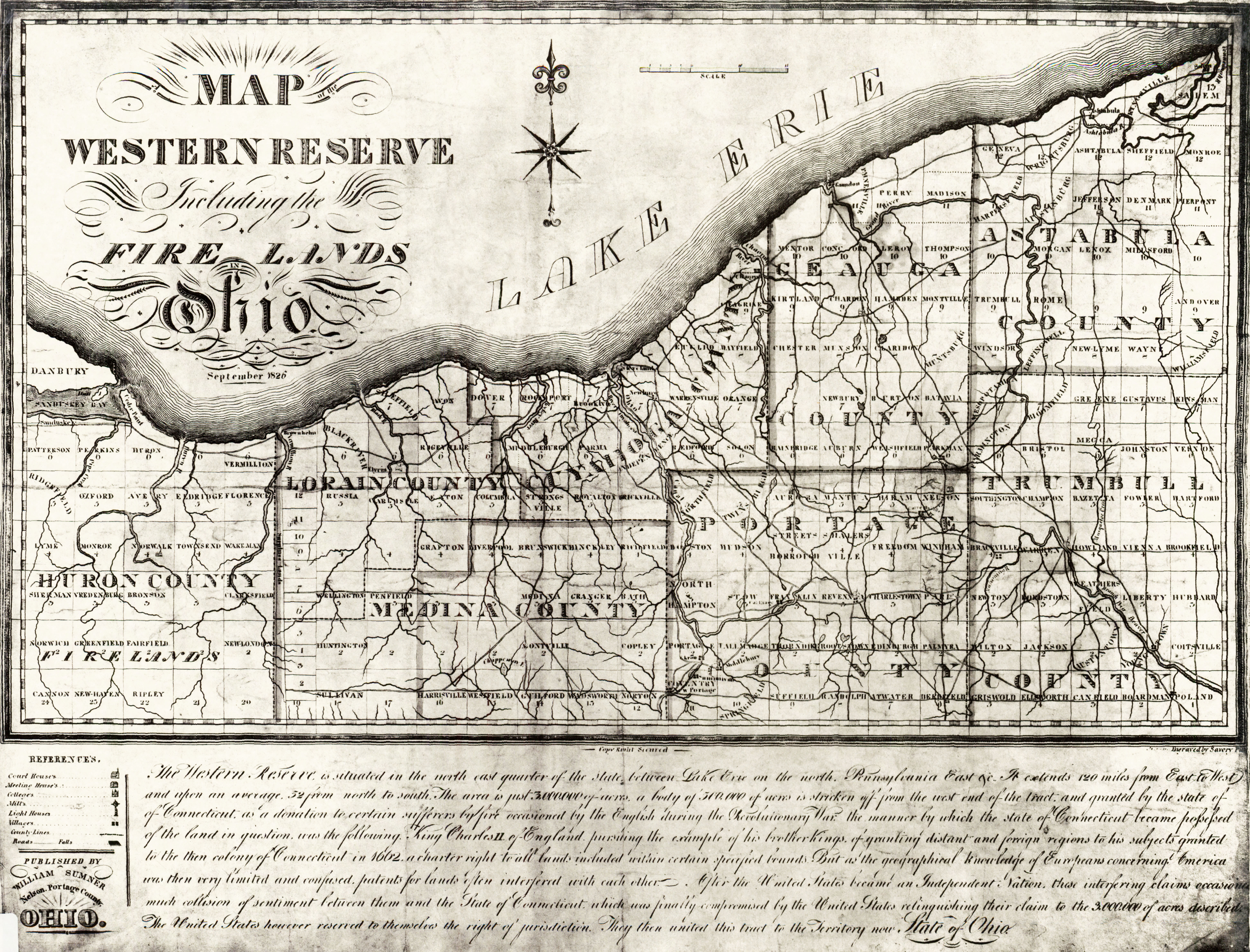
Carte de la Western Reserve en 1826.

Bien que forcé de rendre la partie de Pennsylvanie (comté de Westmoreland) de sa terre qui allait de la mer à la mer après la guerre des Yankees contre les Pennamites (en) (guerre qui opposa des colons venus du Connecticut à des colons venus de Pennsylvanie) et l'intercession du gouvernement fédéral, le Connecticut revendiqua rapidement son droit sur les terres situées entre les 41e et 42’ 2’’ parallèles qui se trouvaient à l'ouest de la frontière de la Pennsylvanie.
Dans l'État de l'Ohio, la demande consistait en une bande large de 190 km entre le lac Érié et une ligne située juste au sud de Youngstown, Akron, New London et Willard, environ 5 kilomètres au sud de l'actuelle autoroute fédérale Highway 224. Au-delà de l'Ohio les territoires demandés sont des parties de ce qui allait devenir les États du Michigan, de l'Indiana, de l'Illinois, de l'Iowa, du Nebraska, du Wyoming, de l'Utah, du Nevada et de la Californie.
Dans son acte de cession (les États ont renoncé à leurs revendications territoriales occidentales en échange de l'effacement par le gouvernement fédéral de leur dette de la guerre d'indépendance en date du 13 septembre 1786) le Connecticut conserva plus de trois millions d'acres (12 000 km2) dans l'Ohio. En 1796, le Connecticut vendit ces terres à des investisseurs, dans un premier temps à huit acheteurs provenant pour la plupart de Suffield (Connecticut), qui ont constitué la Connecticut Land Company. Toutefois, le droit indien sur la réserve n'avait pas été éteint. Un titre clair de propriété n'a pas été obtenu avant le traité de Greenville en 1795 et celui de Fort Industry en 1805. L'extrémité ouest de la réserve notamment 500 000 acres (2 000 km2) (les Firelands ou "terres des souffrants", réservées aux résidents de plusieurs villes détruites de Nouvelle-Angleterre détruites par les incendies anglais pendant la guerre d'indépendance.
La compagnie fit un arpentage des terres, constituant des villes sur des carrés de cinq miles sur cinq. À ce jour, ces villes de la Western Reserve diffèrent en taille de la plupart de celles du reste de l'État, qui sont des carrés de 6 miles sur 6, suivant les règles de l'ordonnance territoriale de 1785.
L'année suivante, une équipe de la Compagnie menée par Moses Cleaveland traversa la réserve pour préparer l'arpentage. Ce groupe fondera Cleveland, qui deviendra la plus grande ville de la région (la ville fut nommée en l'honneur du chef de l'expédition, la perte du "a" au nom de la communauté serait dû à un imprimeur du premier journal local, qui n'avait pas assez de largeur pour le titre avec les caractères dont il disposait pour écrire Cleaveland.)
Les années qui suivirent virent les colons commencer à occuper le territoire. Youngstown fut fondée en 1796, Warren en 1798, Aurora en 1799 et Ashtabula en 1803.
En 1800, le Connecticut céda finalement la Western Reserve et le Territoire du Nord-Ouest l'absorba, créant le comté de Trumbull. Parce que Warren est devenu le siège de ce nouveau comté, la ville se proclama "capitale historique de la Western Reserve".  Plus tard, plusieurs autres comtés seront dessinés à partir de ce territoire.

## Architecture
L'architecture de Western Reserve imita celle des villes de Nouvelle Angleterre d'où venaient les colons. Plusieurs des bâtiments étaient conçus dans un style géorgien, fédéral ou Greek Revival. Des villes comme Aurora, Canfield ou Gates Mills,  Hudson, Milan, Norwalk et  Painesville sont l'exemple de ce mélange de style et de la planification urbaine traditionnelle de Nouvelle Angleterre.

## Culture
Les premiers colons nommèrent le territoire "New Connecticut" mais ce nom fut par la suite écarté au profit de "Western Reserve." Le Western Reserve College (fondé en 1826 à Hudson), qui fusionna avec le Case Institute of Technology (fondé en 1880) en 1967 pour former l'université Case Western Reserve est un exemple de ce nom passé. La  Western Reserve Historical Society travaille à la préservation de l'histoire et du patrimoine de cette époque.

## Source
- (en) Cet article est partiellement ou en totalité issu de l’article de Wikipédia en anglais intitulé « Connecticut Western Reserve » (voir la liste des auteurs).